# Бочевинский сельсовет
Бочевинский сельсовет — упразднённая административно-территориальная единица, существовавшая на территории Московской губернии и Московской области до 1954 года.
Бочевино-Субботинский сельсовет был образован в первые годы советской власти. По данным 1919 года он входил в состав Усмерской волости Бронницкого уезда Московской губернии.
В 1923 году Бочевино-Субботинский с/с был переименован в Бочевинский сельсовет.
По данным 1926 года в состав сельсовета входил 1 населённый пункт — деревня Бочевино.
В 1929 году Бочевинский с/с был отнесён к Ашитковскому району Коломенского округа Московской области.
31 августа 1930 года Ашитковский район был переименован в Виноградовский.
17 июля 1939 года к Бочевинскому с/с были присоединены Бессоновский и Медведевский с/с (селения Бессоново и Медведево).
14 июня 1954 года Бочевинский с/с был упразднён. При этом его территория была объединена с Щербовским с/с в новый Бессоновский с/с.